# Pomnik Zygi Latarnika
Pomnik Zygi Latarnika – rzeźba uliczna z brązu, zlokalizowana w Poznaniu, na Grobli, w obrębie skweru Łukasiewicza, obok Starej Gazowni. Zyga to po poznańsku Zygmunt. W tym wypadku jest postacią całkowicie fikcyjną.
Autorem postaci jest Robert Sobociński, a odsłonięcie nastąpiło 29 maja 2003. Powstanie dzieła było efektem akcji Gazety Wyborczej i Wielkopolskiej Spółki Gazownictwa, pod tytułem Ocalmy latarnie, za cel której przyjęto zachowanie dla potomnych autentycznych gazowych latarni w mieście. Latarnia będąca elementem pomnika pochodzi z ul. Słowackiego na Jeżycach i została gruntownie odnowiona przed przeniesieniem.